# Vên
Vên — первый мини-альбом швейцарской фолк-метал-группы Eluveitie.
Первый релиз был издан в 2003 году на собственные деньги группы (самиздат), но переиздан в 2004 на голландском лейбле Fear Dark Records. Перезаписанная песня «Uis Elveti» присутствует на следующем альбоме группы Spirit.
Тексты некоторых песен написаны на мёртвом галльском языке.

## Список композиций
| №  | Название                | Длительность |
| -- | ----------------------- | ------------ |
| 1. | «D'Vêritû Agâge D'Bitu» | 2:29         |
| 2. | «Uis Elveti»            | 4:20         |
| 3. | «Ôrô»                   | 2:50         |
| 4. | «Lament»                | 3:33         |
| 5. | «Druid»                 | 6:18         |
| 6. | «Jêzaïg»                | 4:45         |

## Состав
- Кристиан «Кригель» Гланцманн — ведущий вокал, мандолина, акустическая гитара, вистлы, волынки
- Севан Кирдер — ирландская флейта, вистлы, волынка, бэк-вокал
- Сара Кинер — колёсная лира, крумхорн, аккордеон, вокал, шалмей
- Мери Тадич — народная скрипка, дополнительный вокал
- Линда Зутер — народная скрипка, вокал
- Симе Кох — гитары
- Иво Хенци — гитары
- Мерлин Суттер — ударные

## Рецензии
| Оценки критиков | Оценки критиков |
| Источник        | Оценка          |
| --------------- | --------------- |
| Sputnikmusic    | [ 3 ]           |
| Metalstorm      | [ 4 ]           |